# 이리나 네콜로바
이리나 네콜로바(체코어: Jiřina Nekolová, 1931년 12월 30일 - 2011년 5월 25일)는 체코의 피겨 스케이팅 선수로 체코슬로바키아를 대표했다. 그녀는 1948년 세계 피겨 스케이팅 선수권 대회에서 동메달을 획득했고 1948년 동계 올림픽에서 4위를 했다.
네콜로바는 1950년 세계 선수권 대회에서 8위를 했다.

## 대회 성적
| Event            | 1947 | 1948 | 1949 | 1950 |
| ---------------- | ---- | ---- | ---- | ---- |
| 동계 올림픽      |      | 4위  |      |      |
| 세계 선수권 대회 | 10위 | 3위  | 4위  | 8위  |

## 참조
1. ↑  “이리나 네콜로바”. Sports-reference.com. 2012년 10월 18일에 원본 문서에서 보존된 문서. 2016년 3월 23일에 확인함.